# Biserica Sfinții Arhangheli din Lepindea

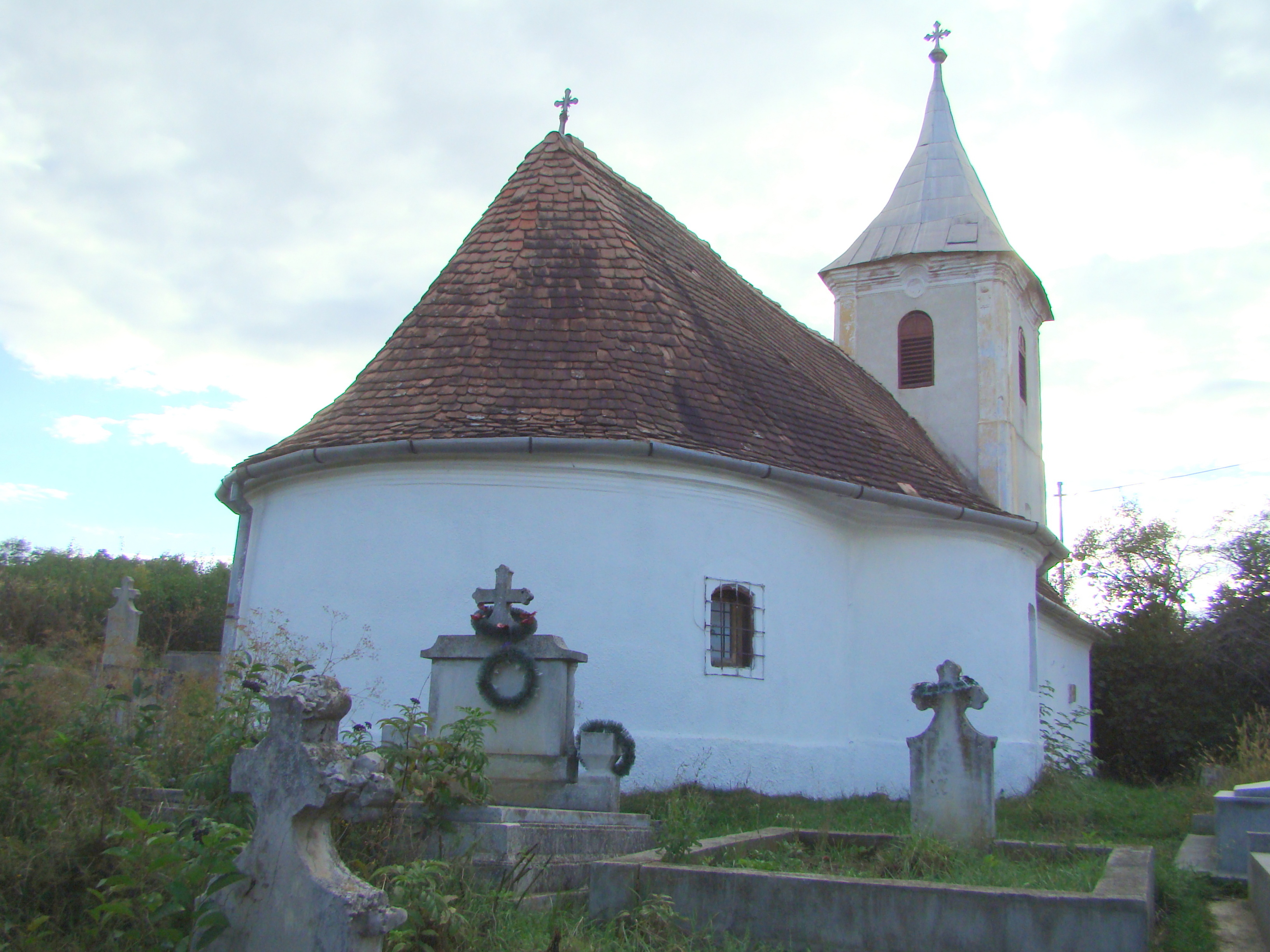
Biserica Sfinții Arhangheli din Lepindea, comuna Bahnea, județul Mureș, foto: septembrie 2017.

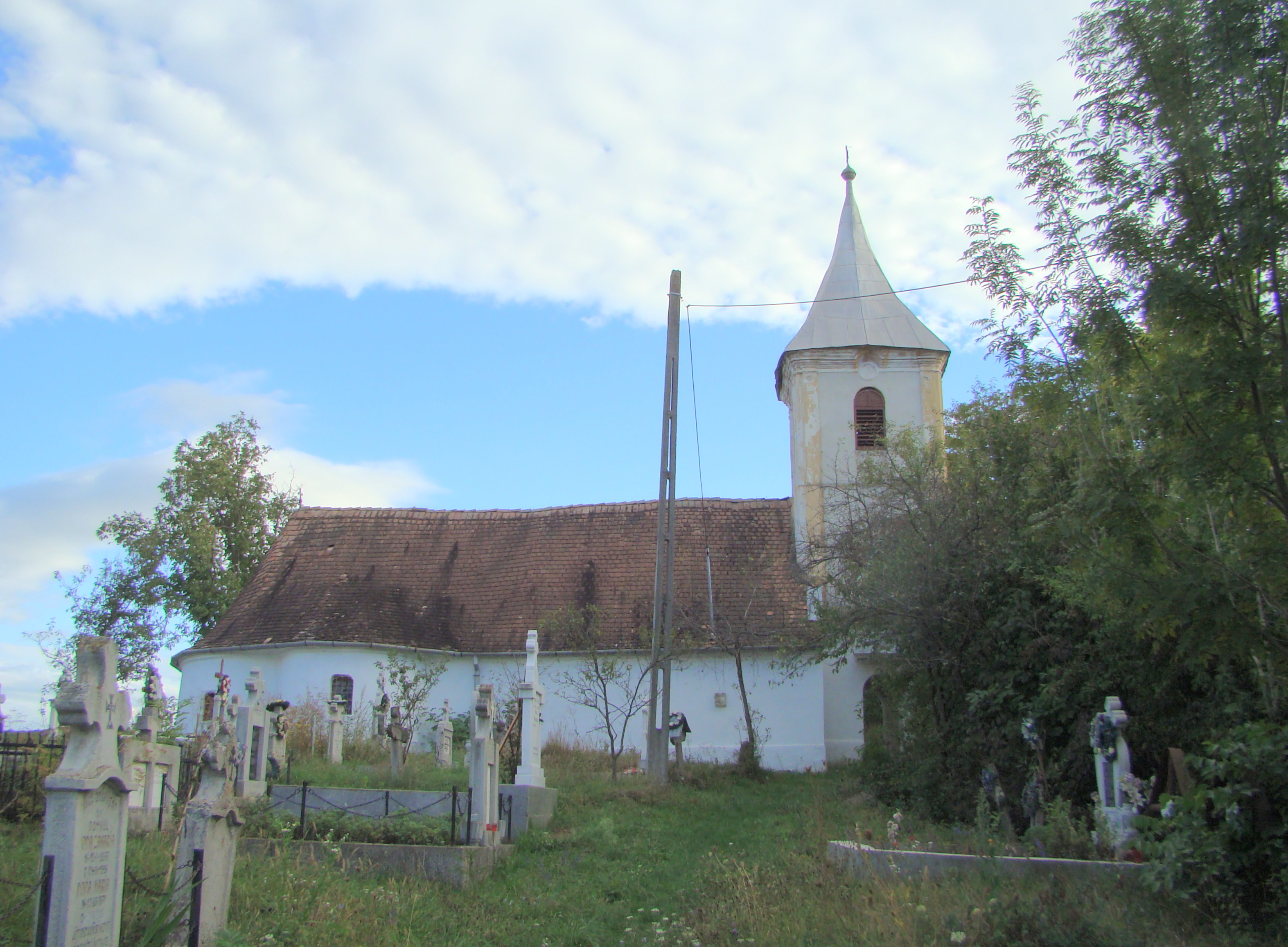
Biserica (nord)

Biserica Sfinții Arhangheli din Lepindea, comuna Bahnea, județul Mureș, datează din secolul al XVIII-lea (1796) . Are hramul „Sfinții Arhangheli Mihail și Gavriil”. Biserica se află pe noua listă a monumentelor istorice sub cod LMI MS-II-m-B-15710.

## Istoric și trăsături
Există extrem de puține informații despre această biserică. Ea figurează în lista monumentelor istorice ca biserică de lemn. Turnul din piatră și absida altarului semicirculară și absidele laterale contrazic afirmația. Cercetătoarea Ioana Cristache Panait susține că: „lăcașul de lemn, în hramul „Sfinților Arhangheli”, a fost înlocuit, în 1910, prin cel de zid. Se păstrează despre el știrea că avea clopotniță detașată, iar din catapeteasmă s-a păstrat o singură icoană cu reprezentarea Mariei cu Pruncul”. Este evident că biserica nu a fost cercetată la fața locului: icoanele împărătești sunt și ele vechi, opera aceluiași zugrav, veche fiind și pictura ușilor împărătești, cea de pe bolta și tâmpla bisericii.

## Imagini din exterior

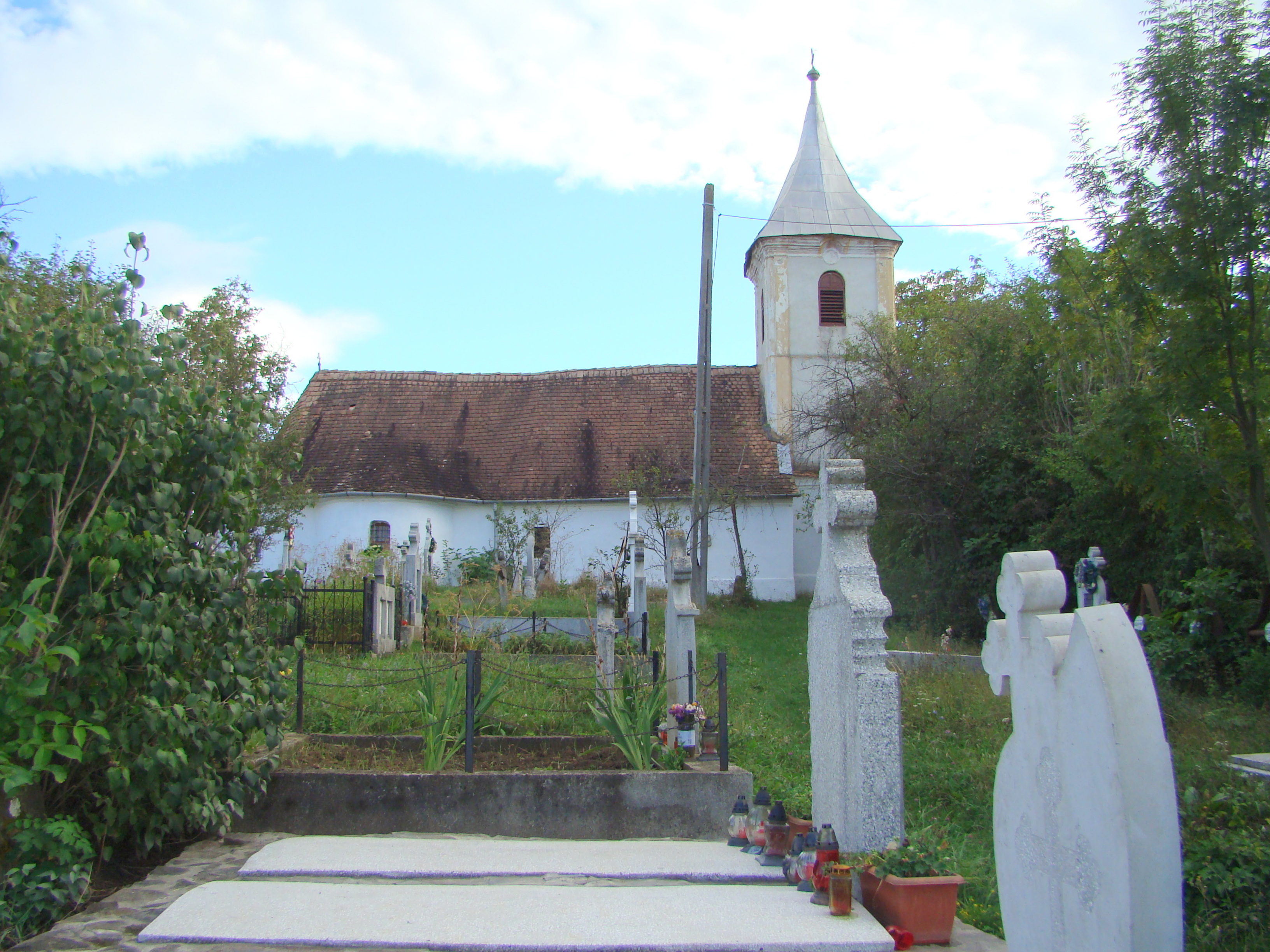
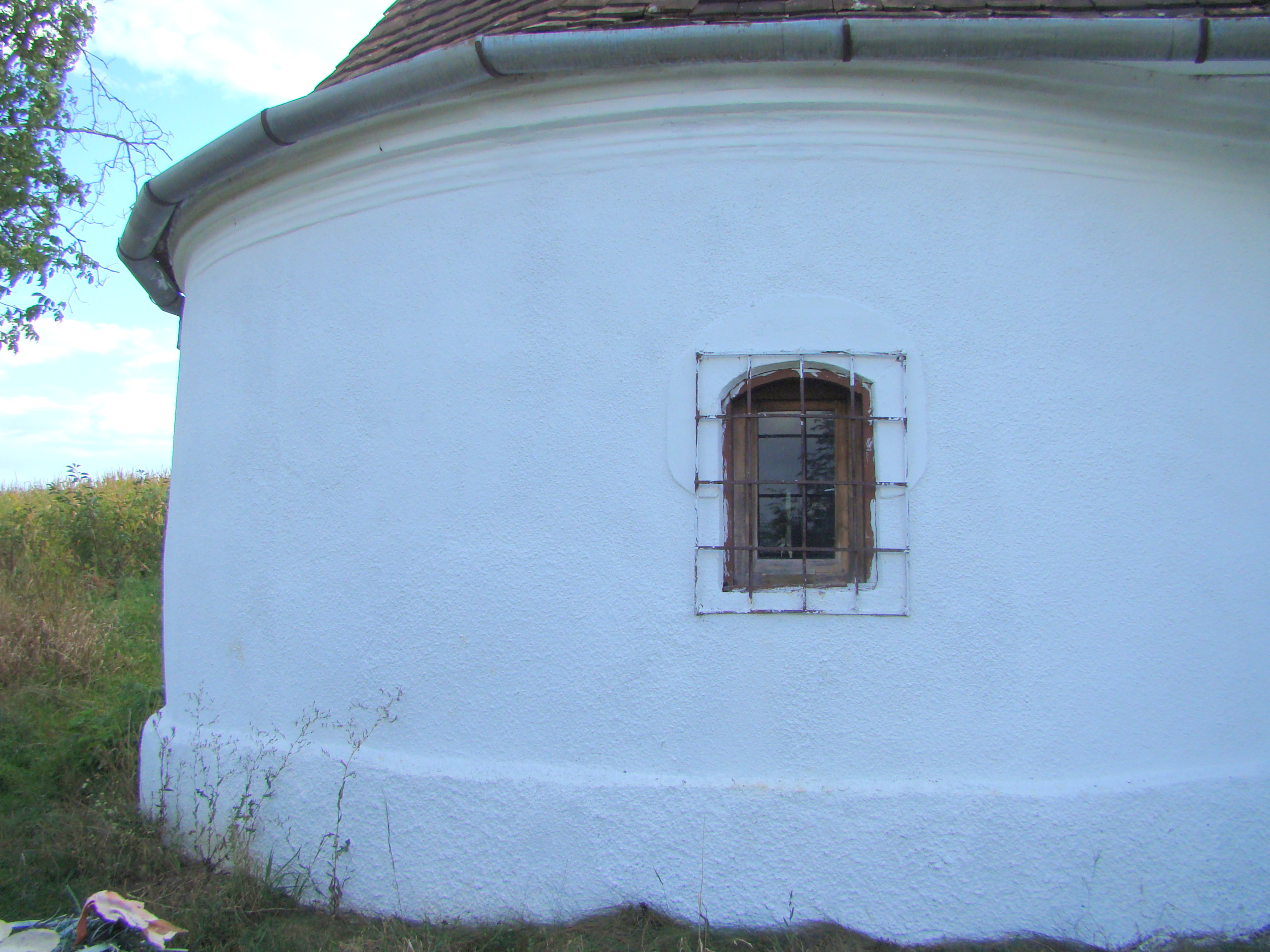
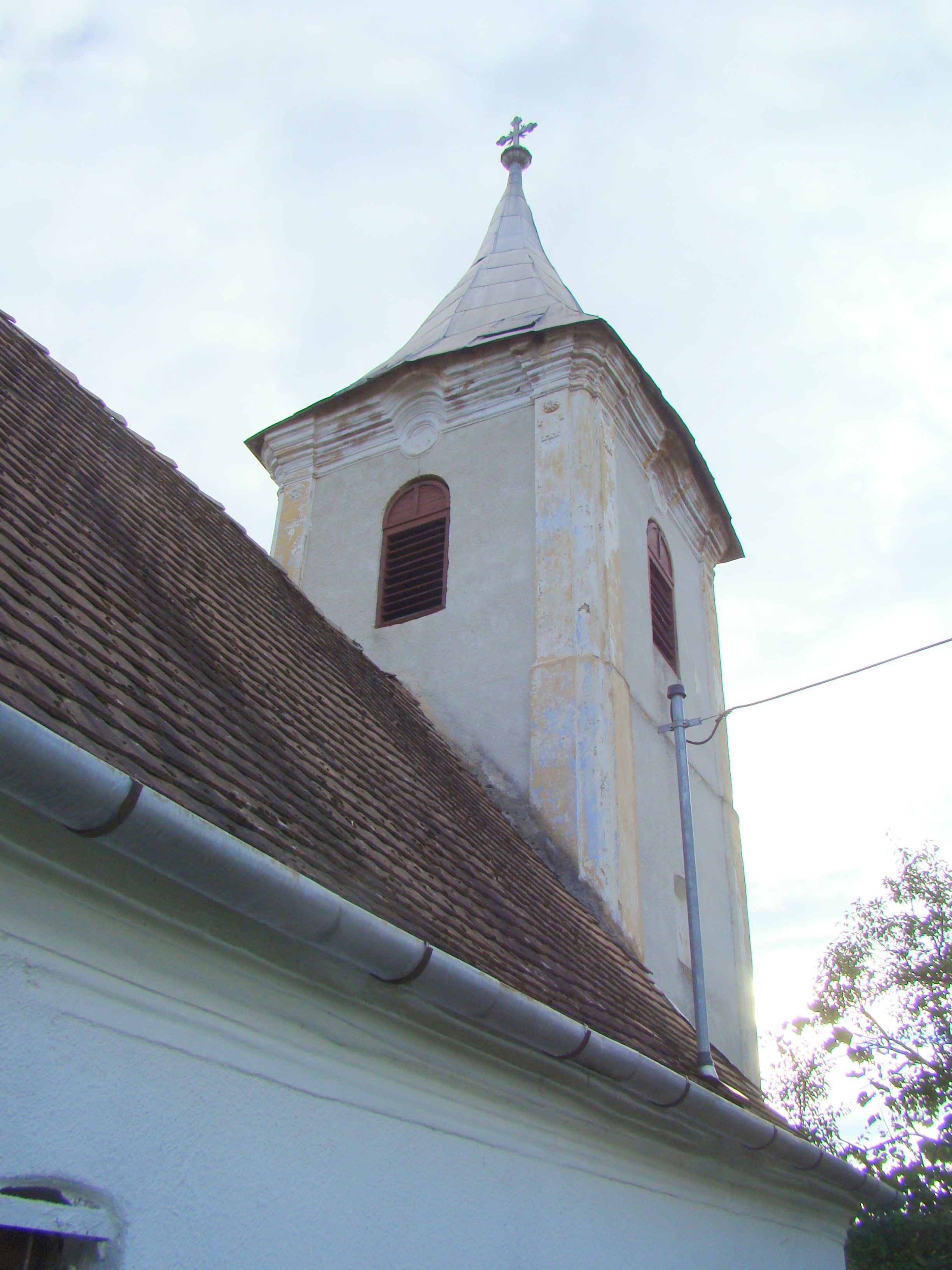
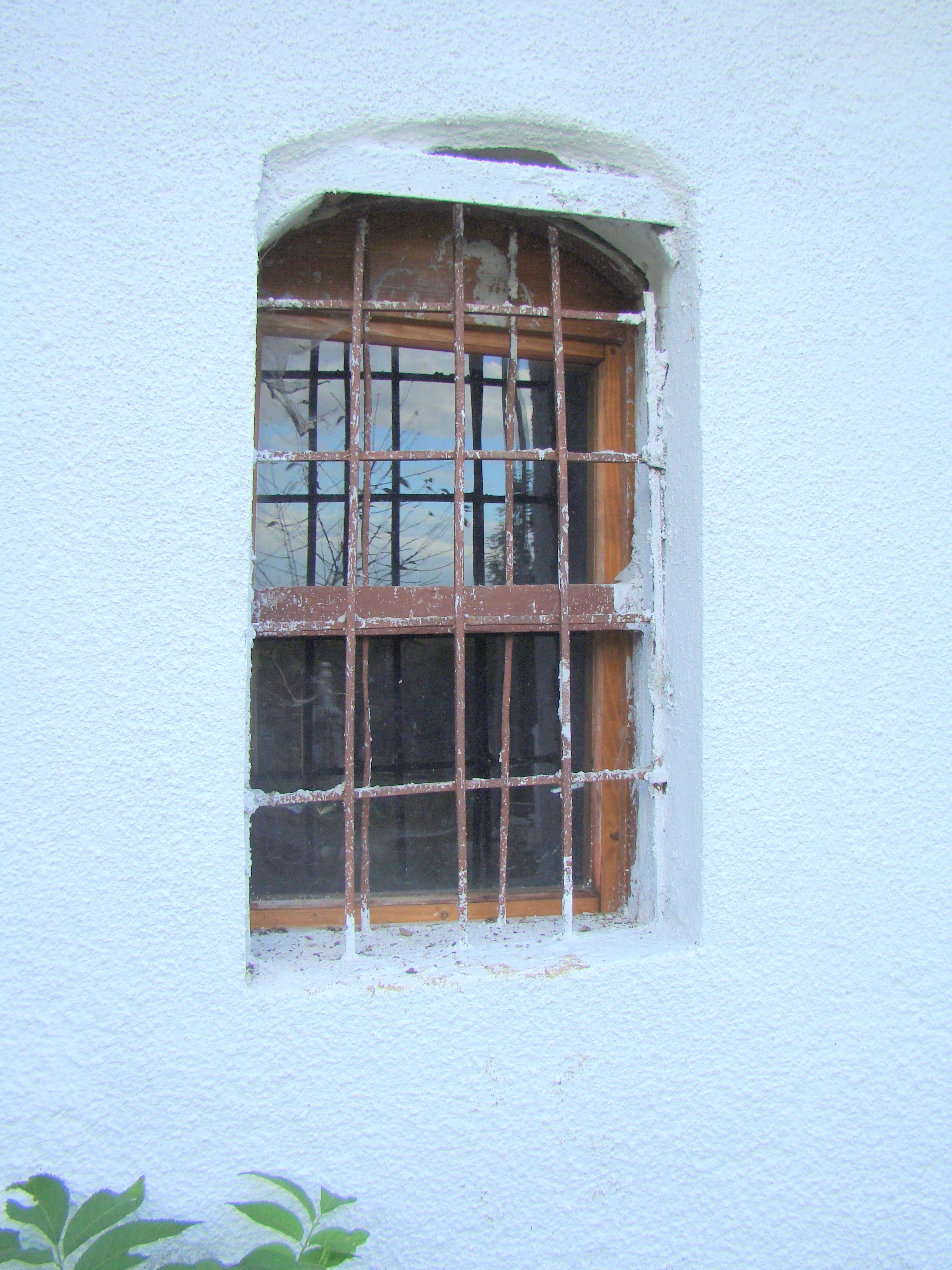
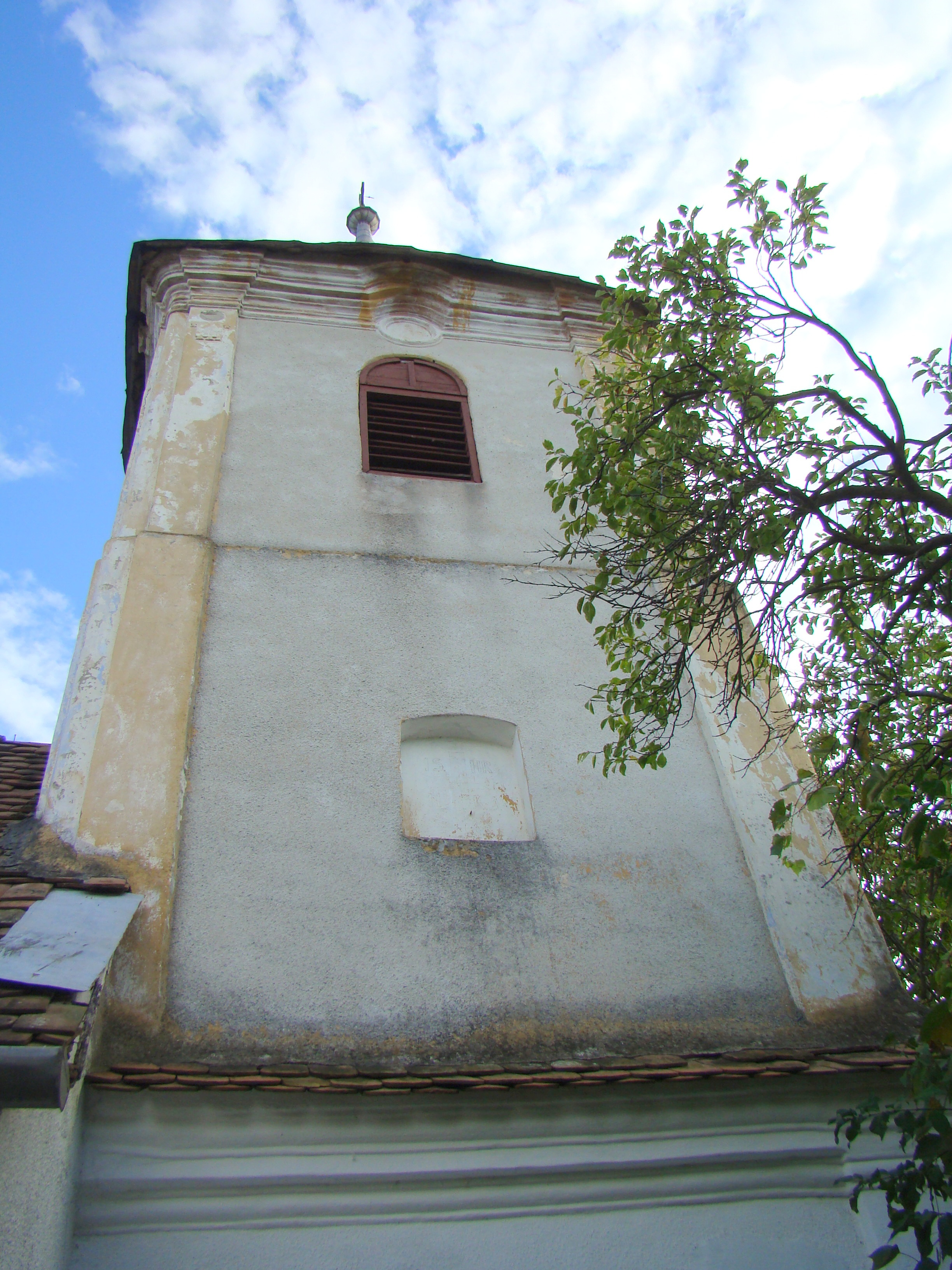
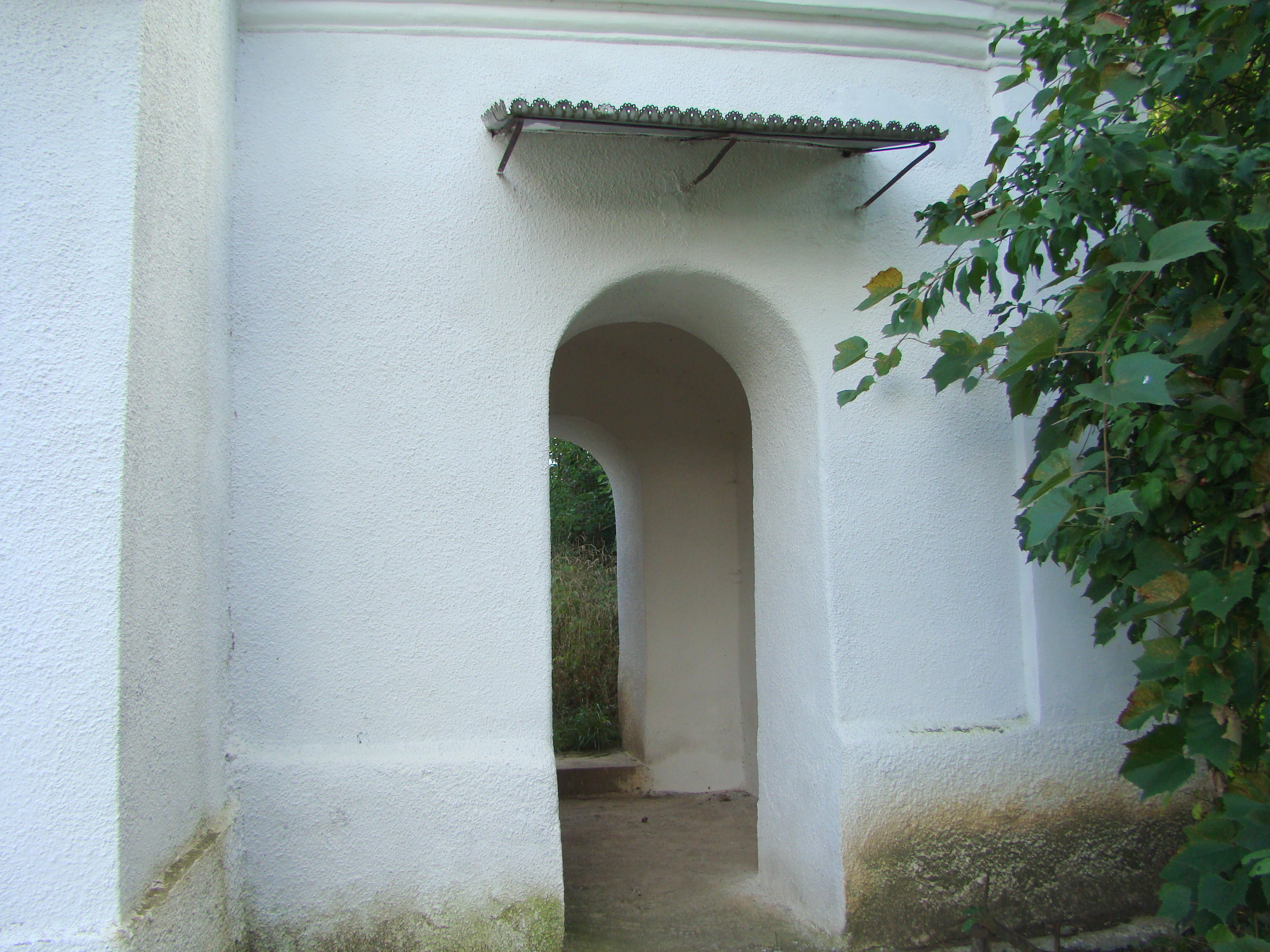
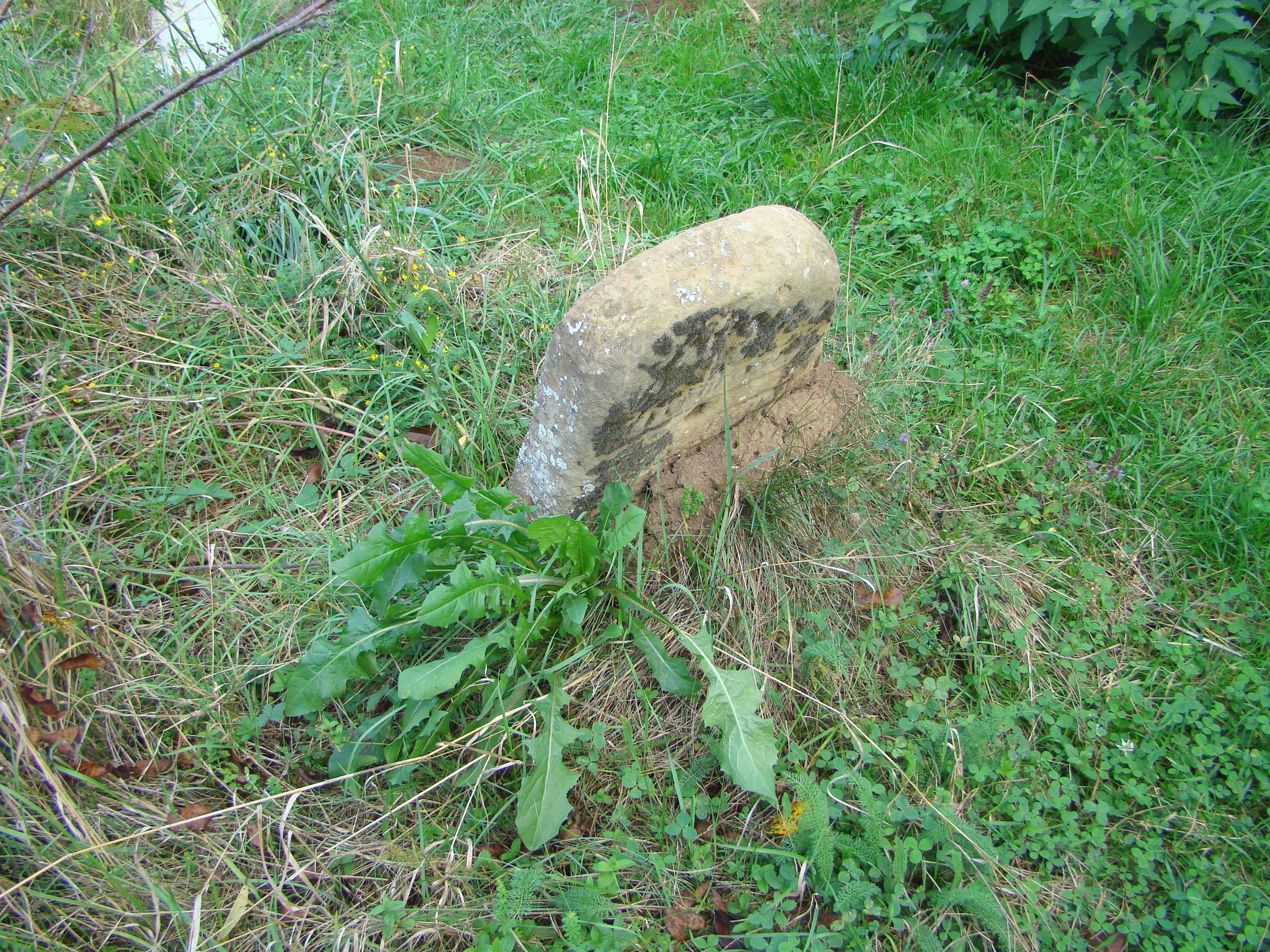
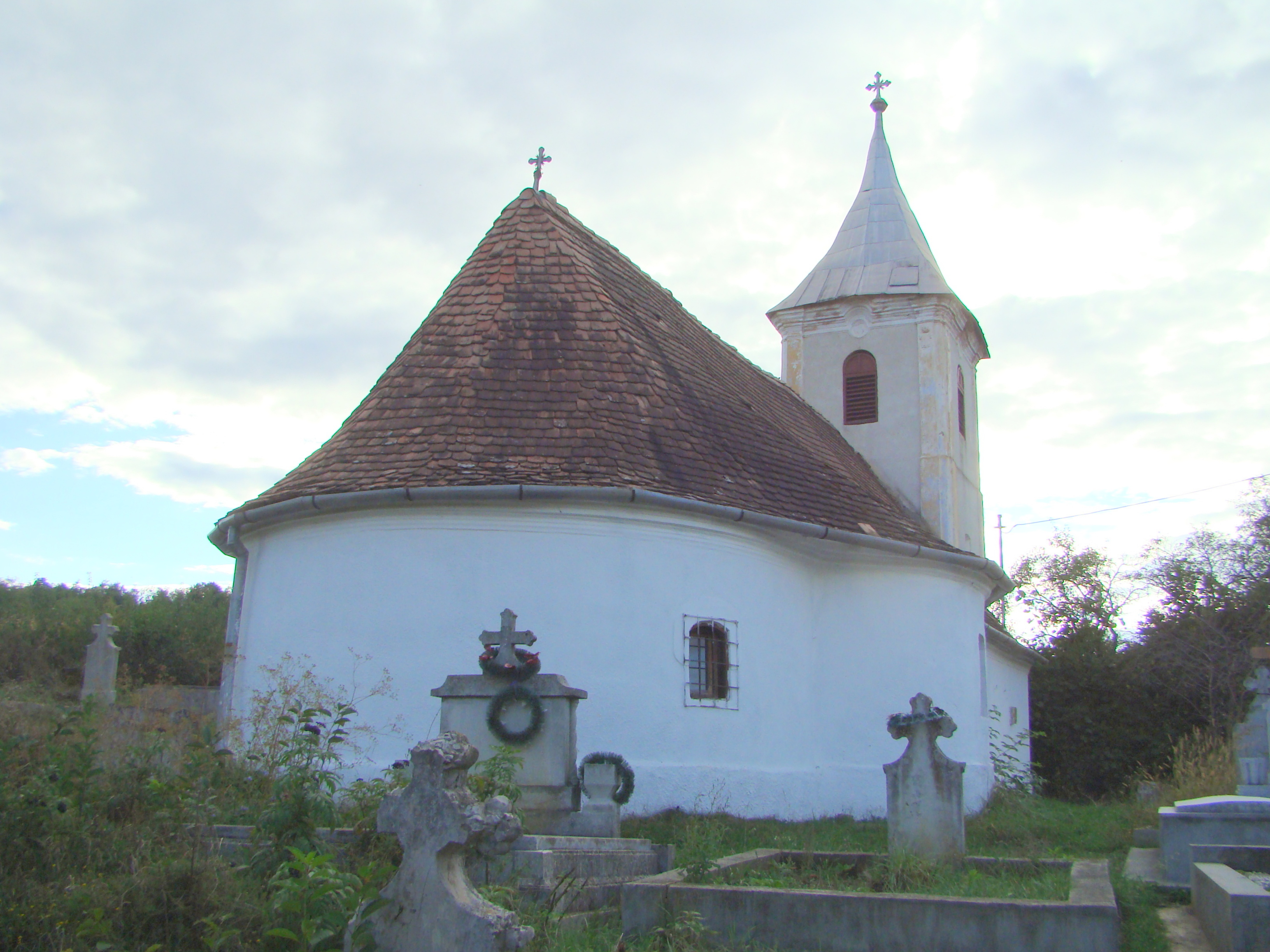
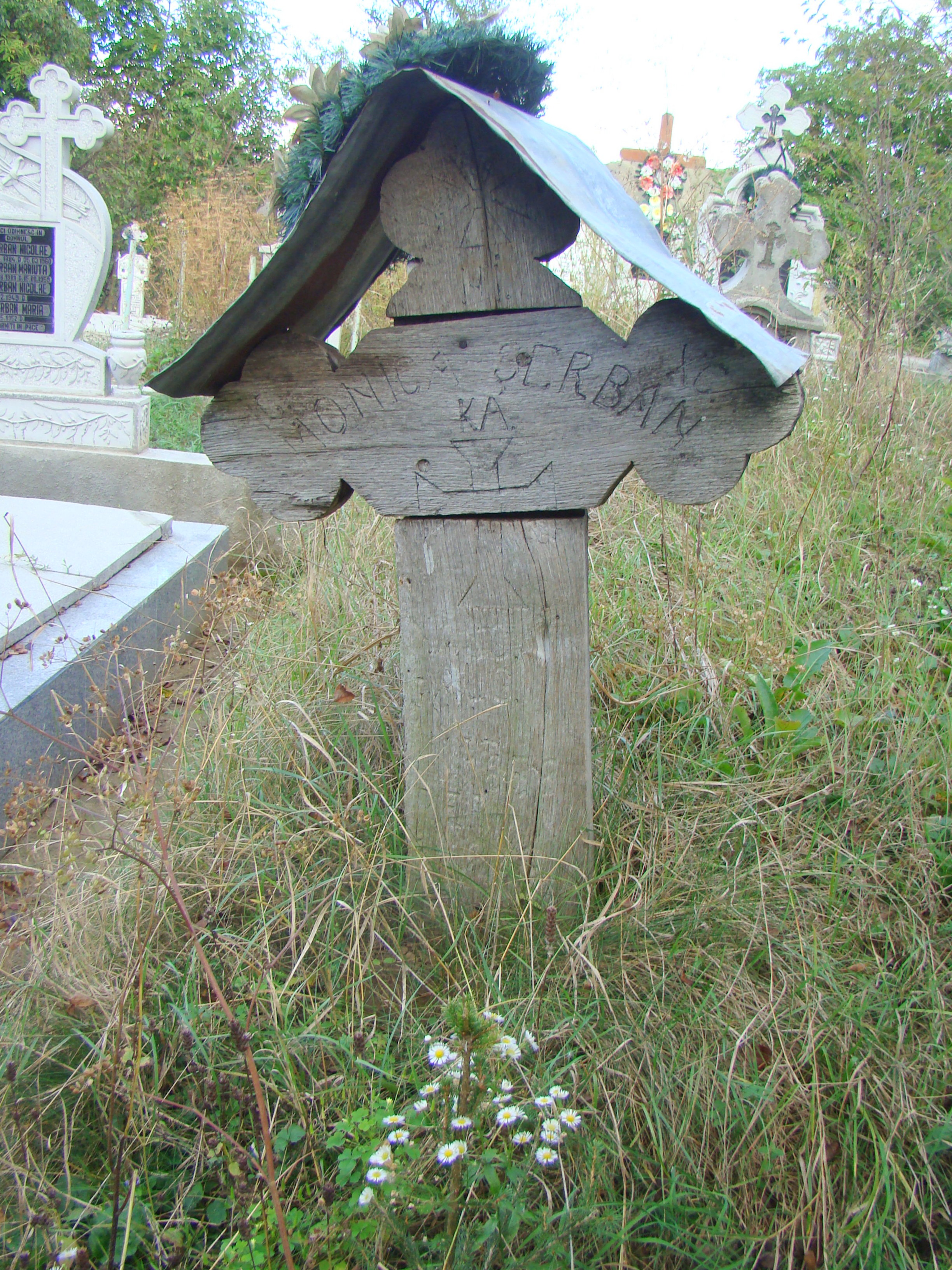
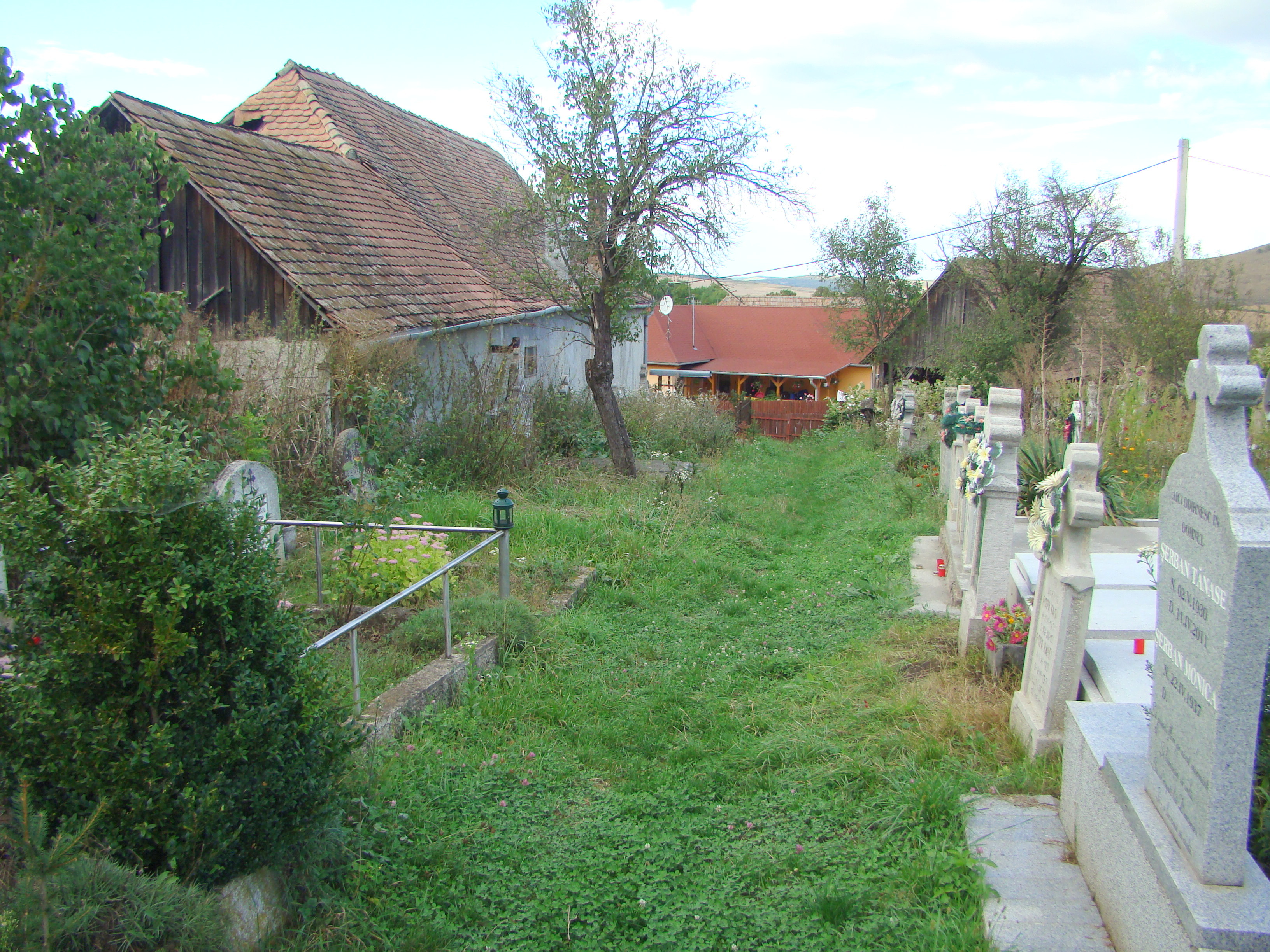

## Imagini din interior

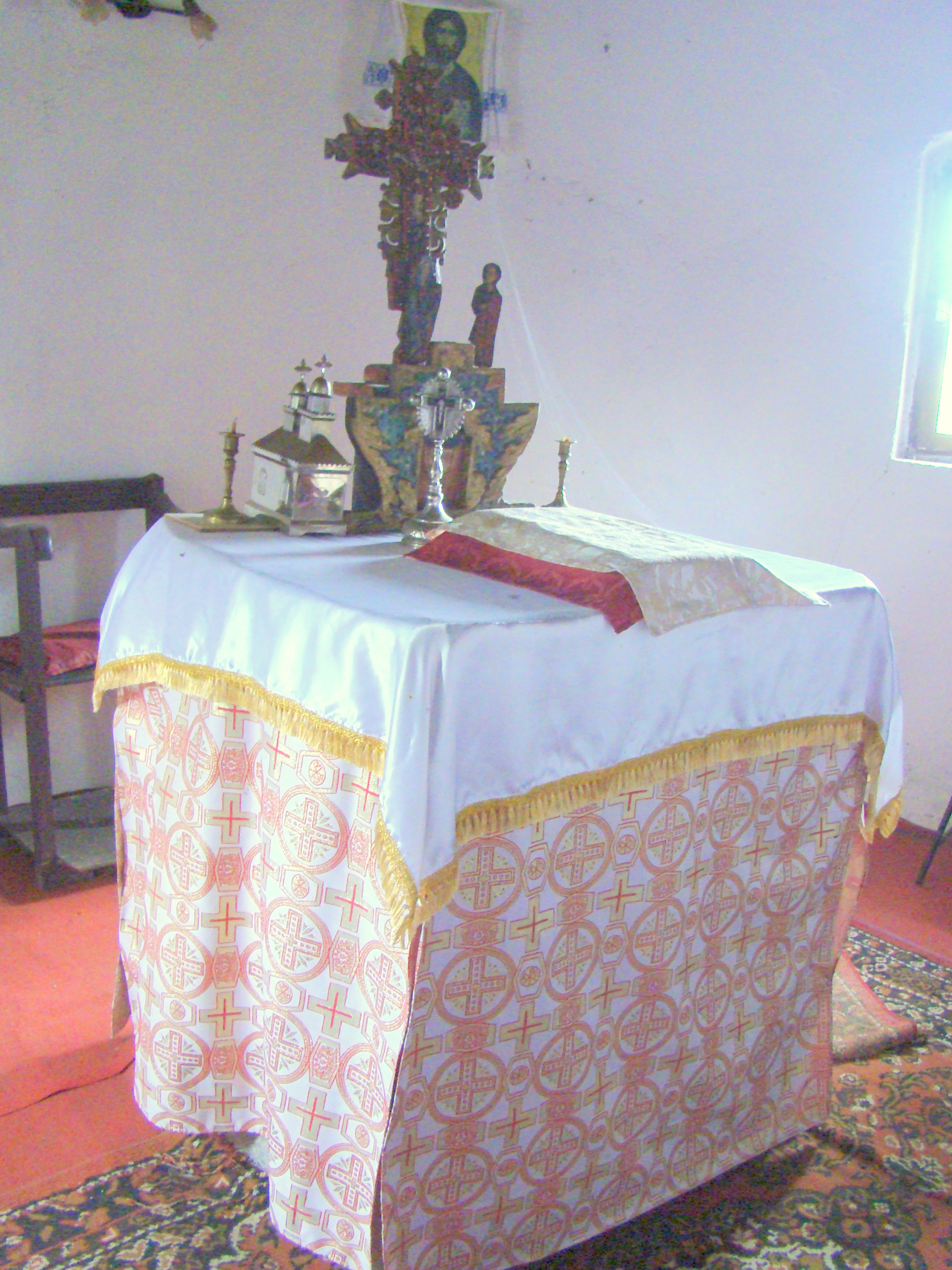
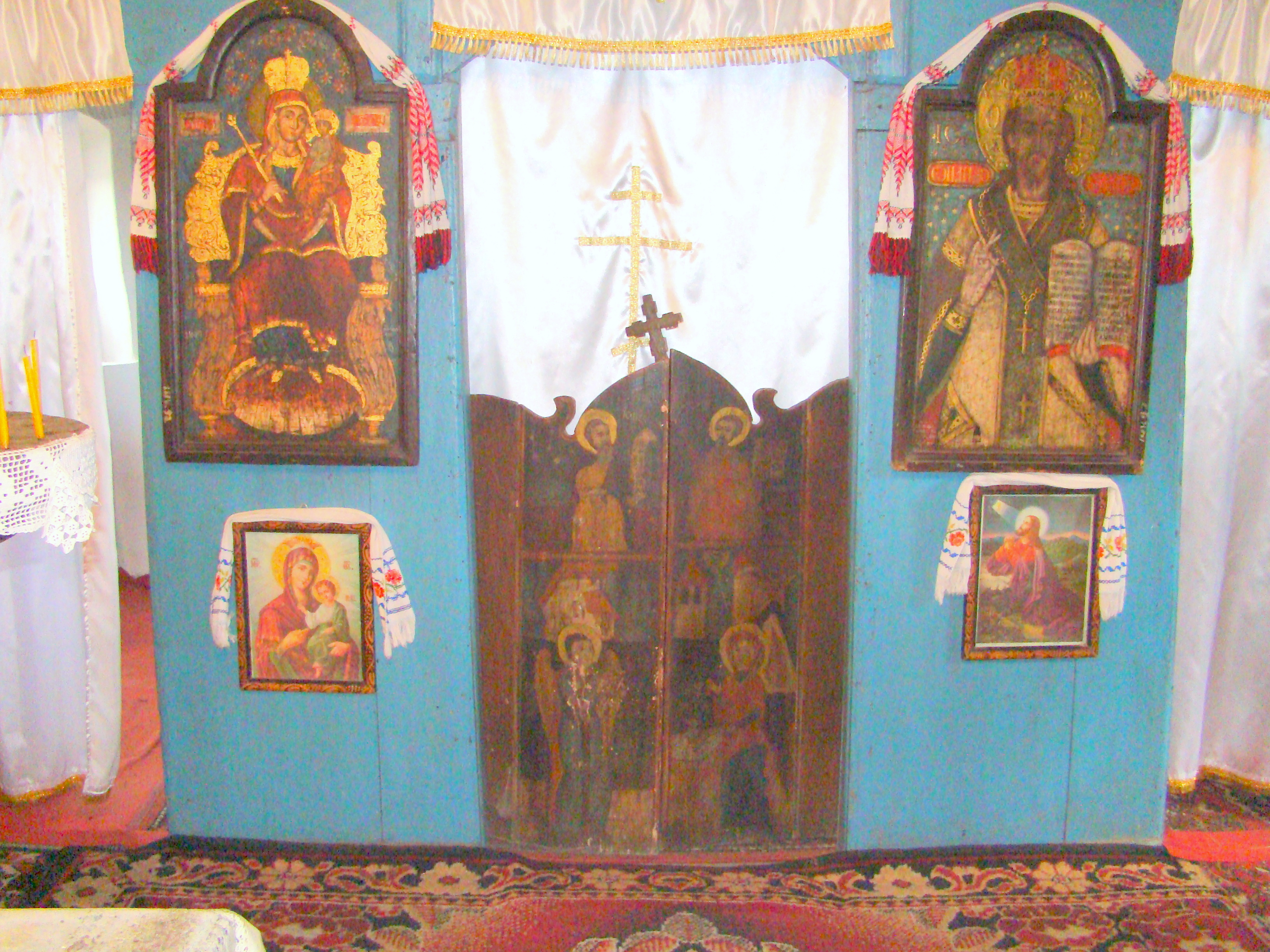
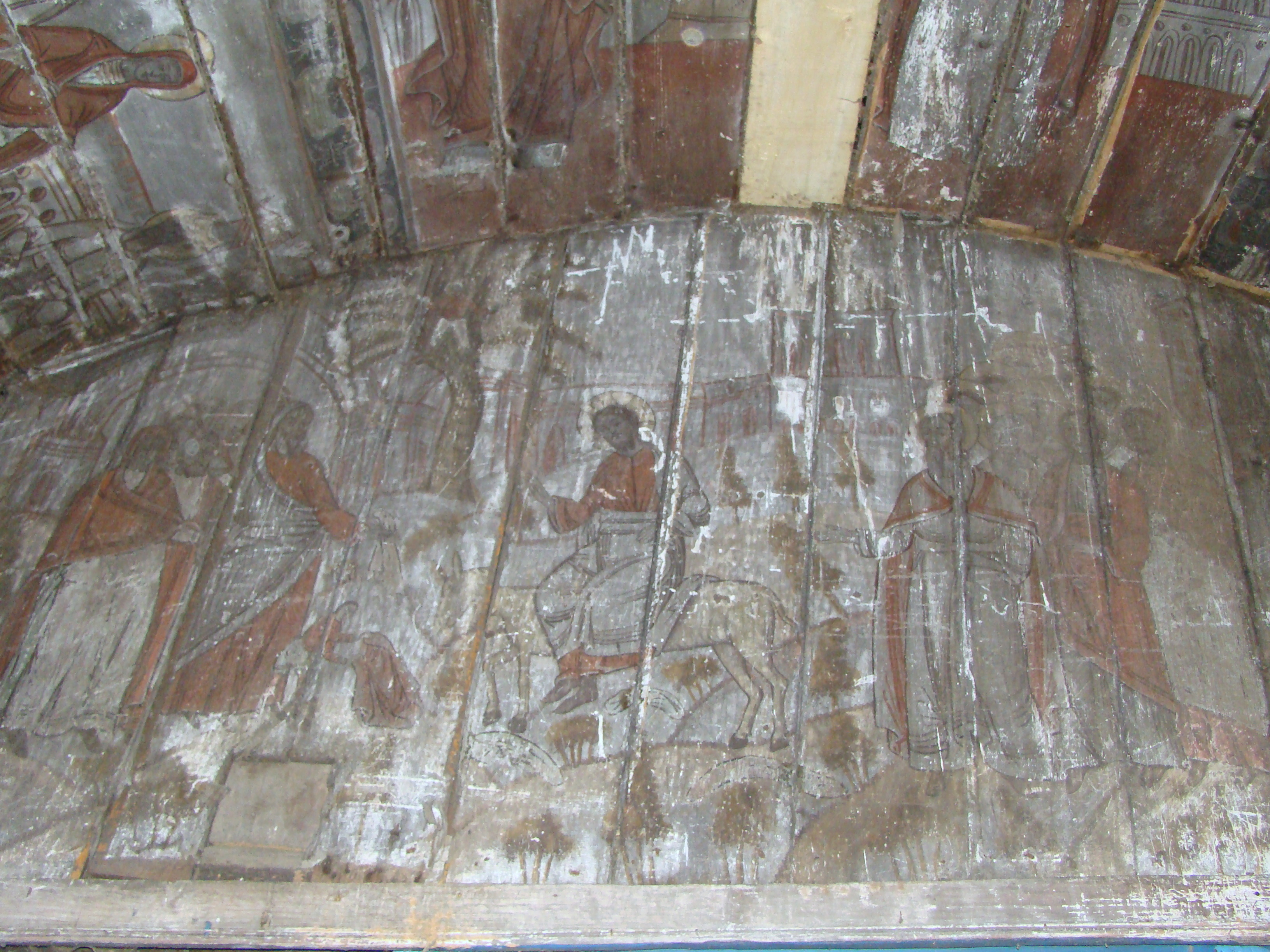
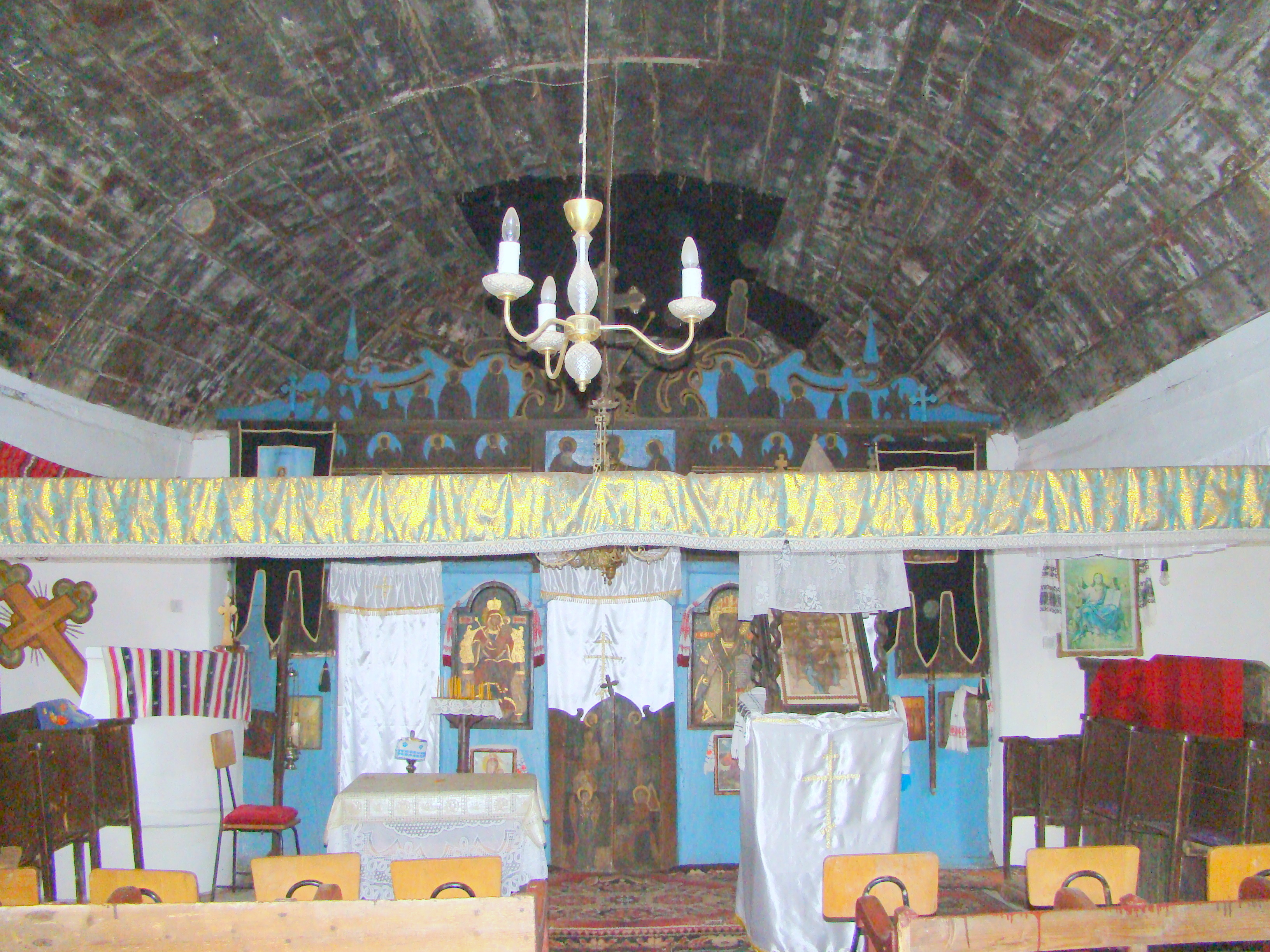
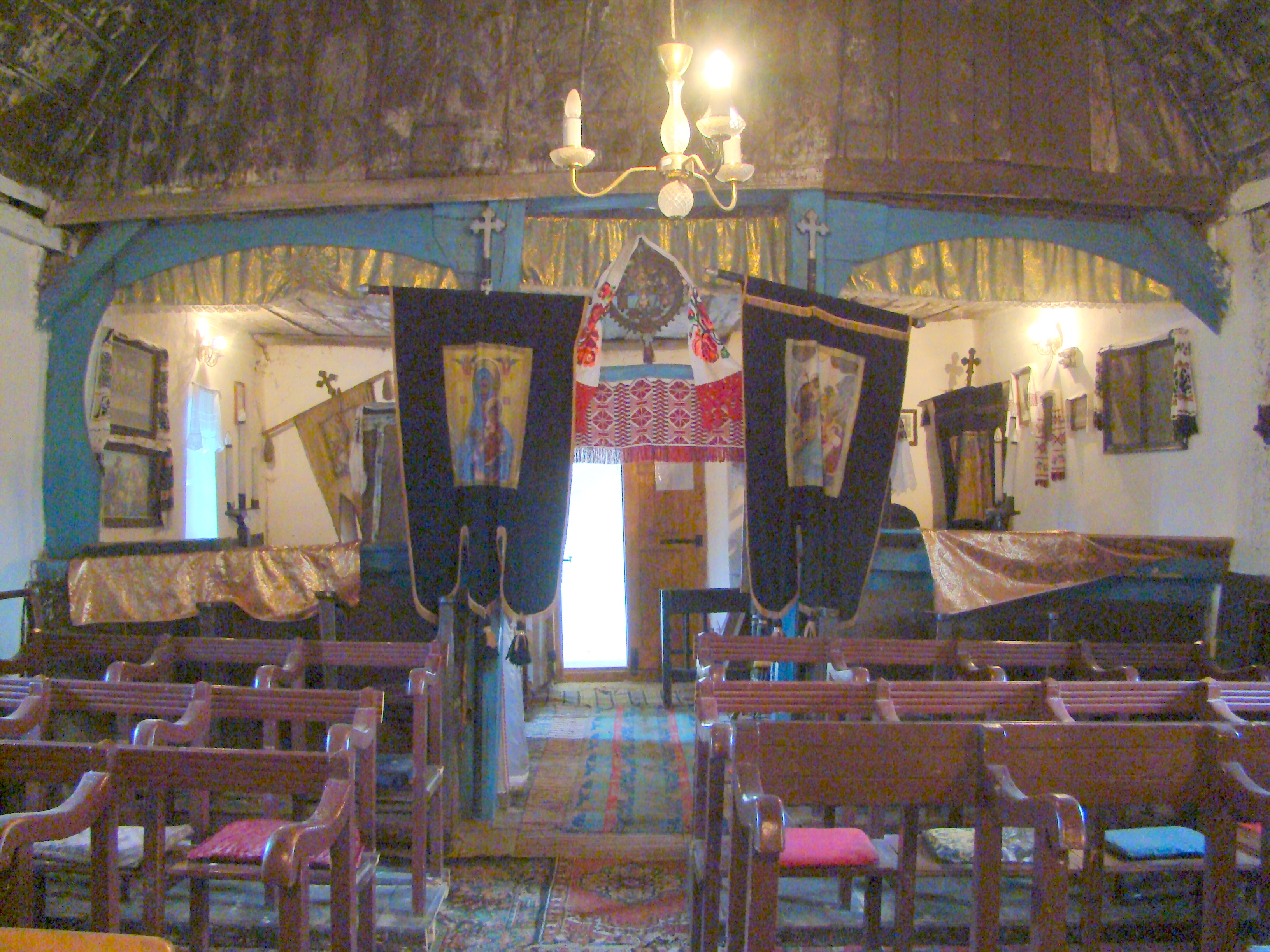
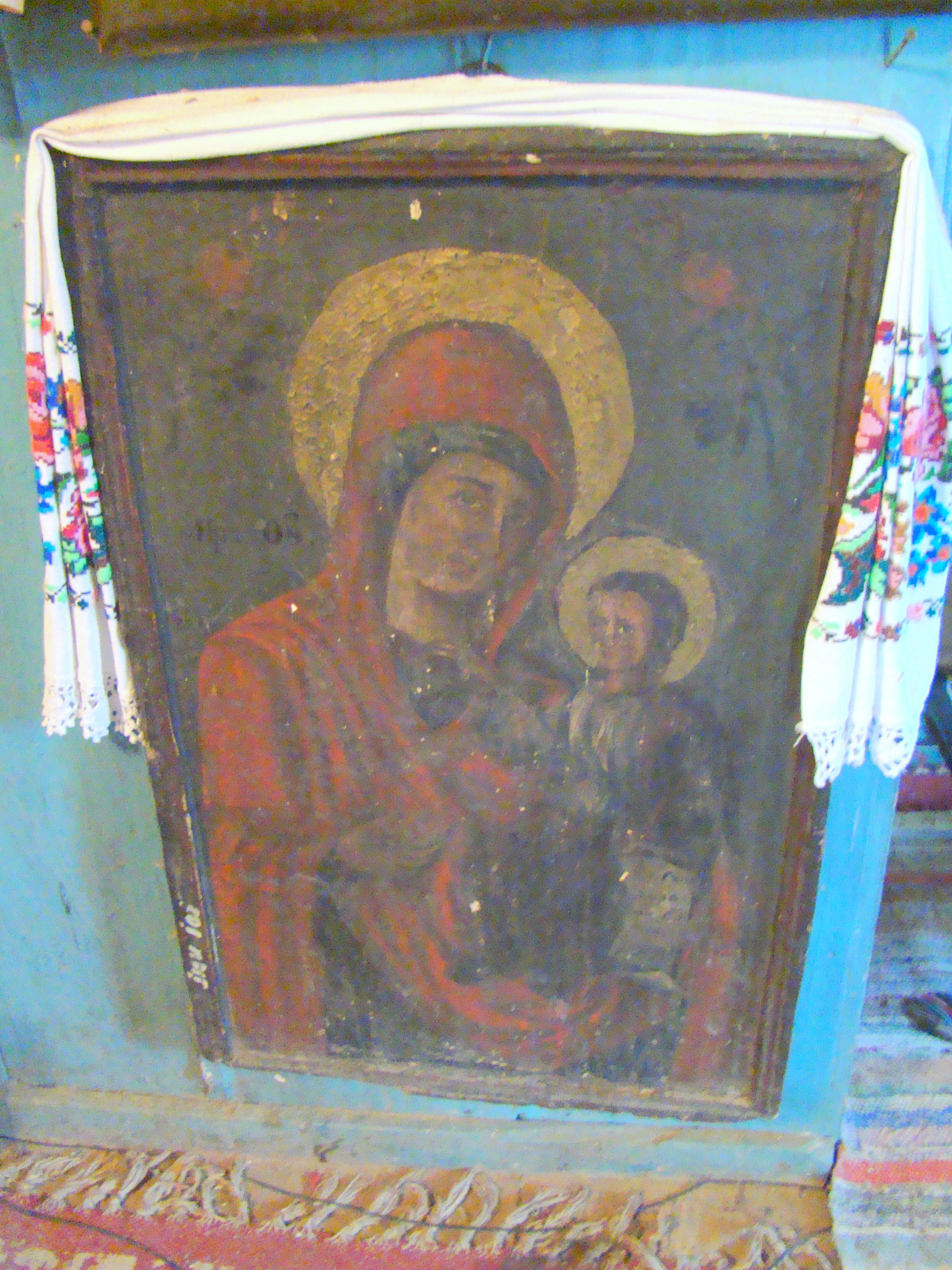
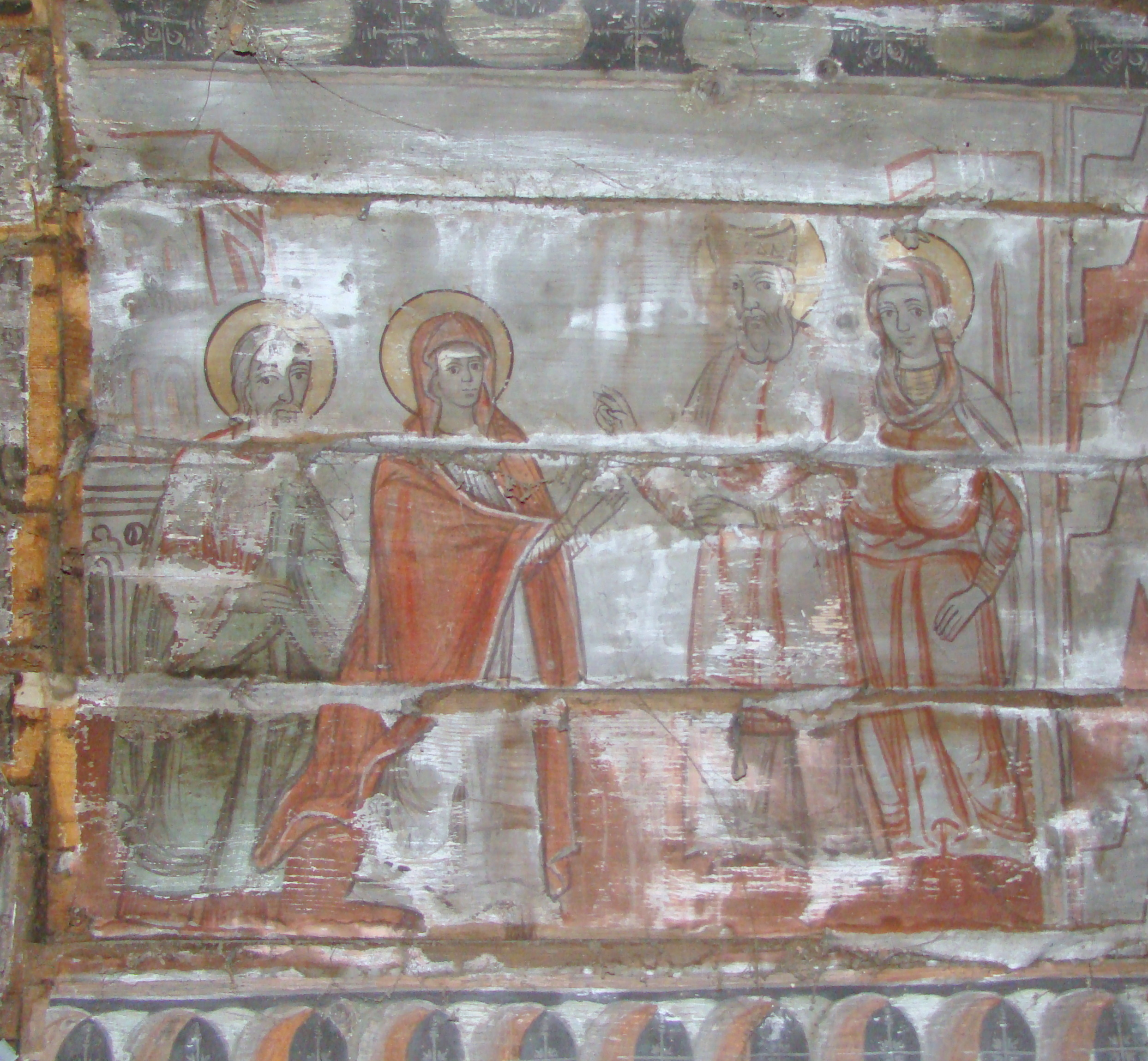
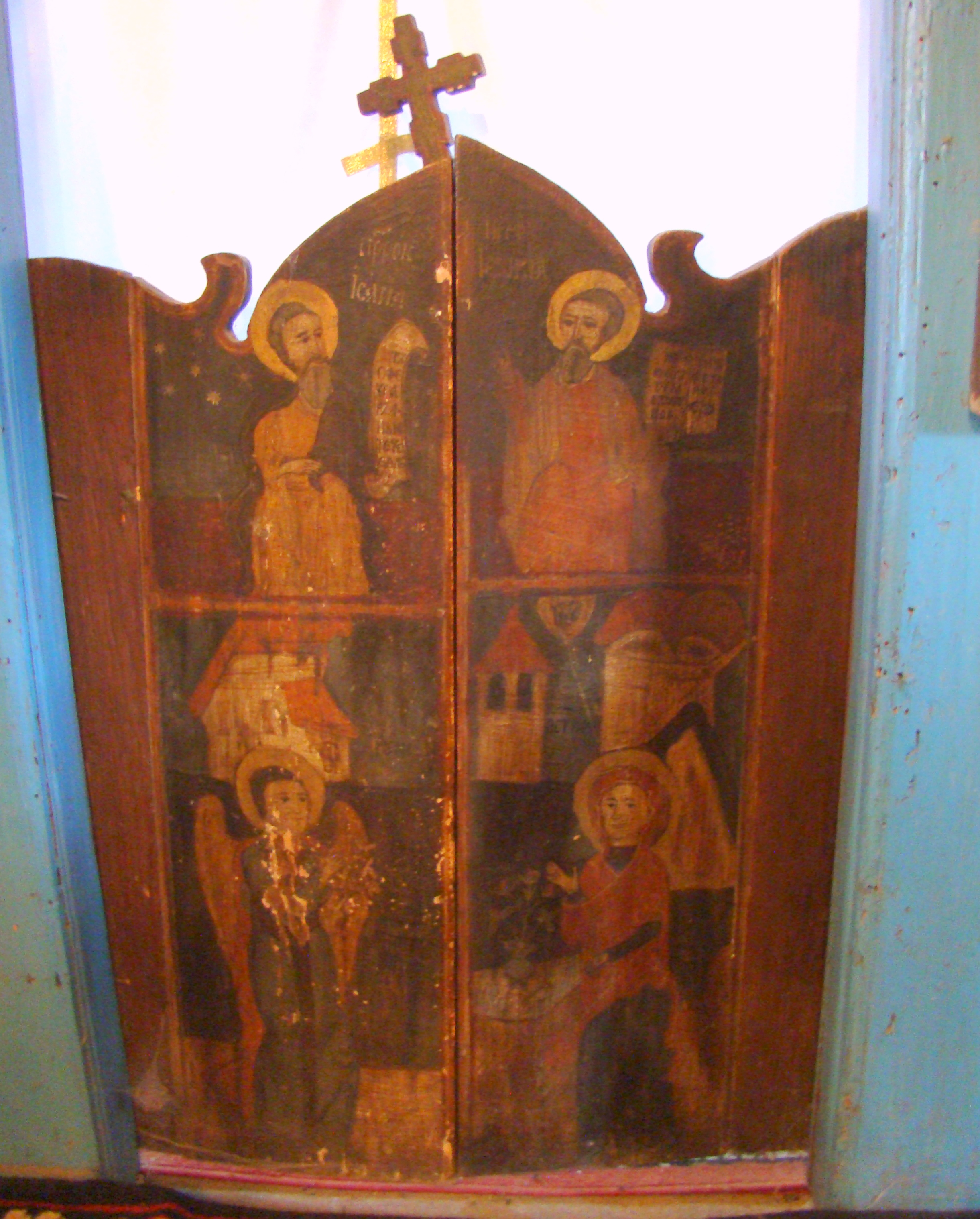
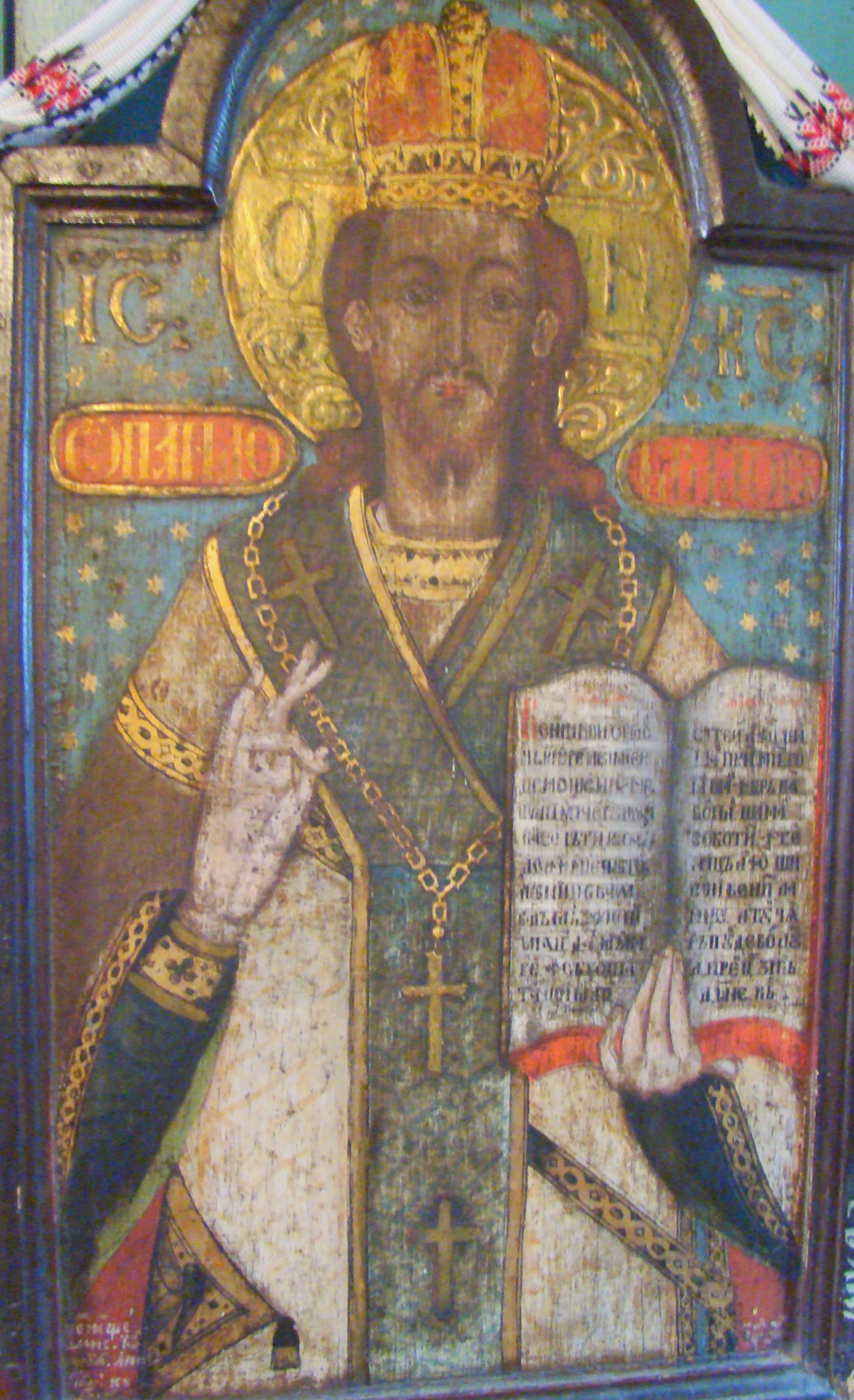
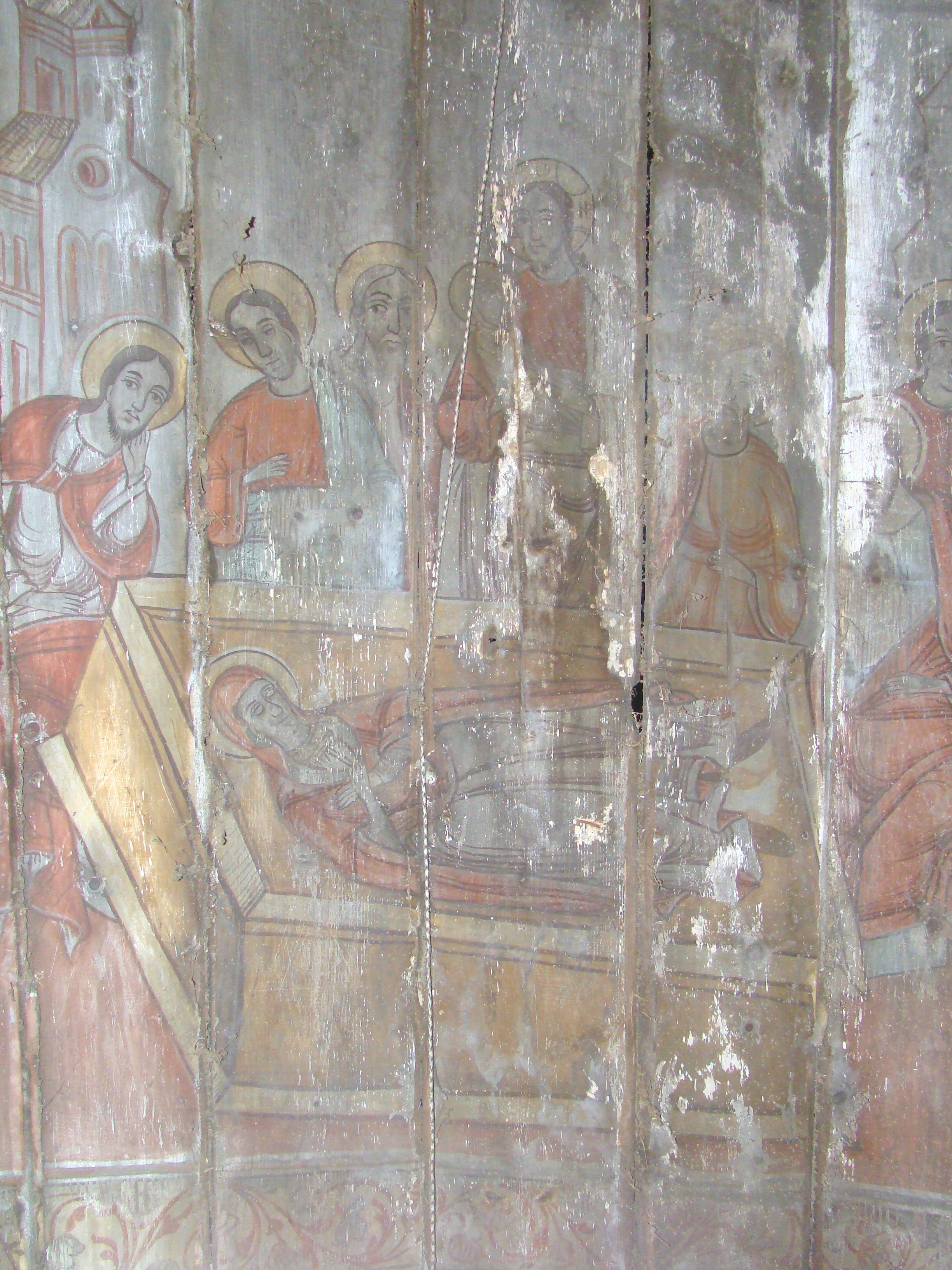
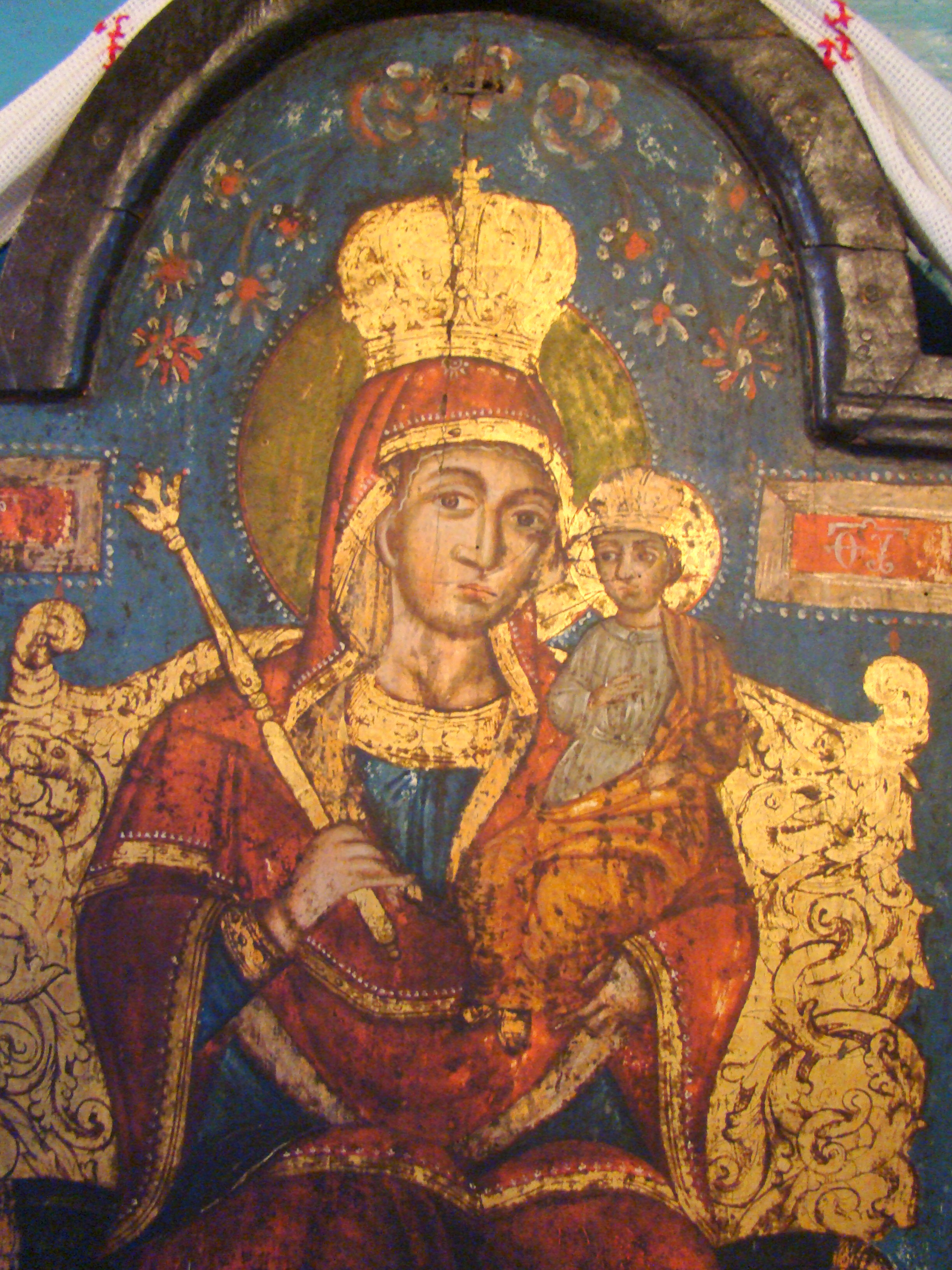
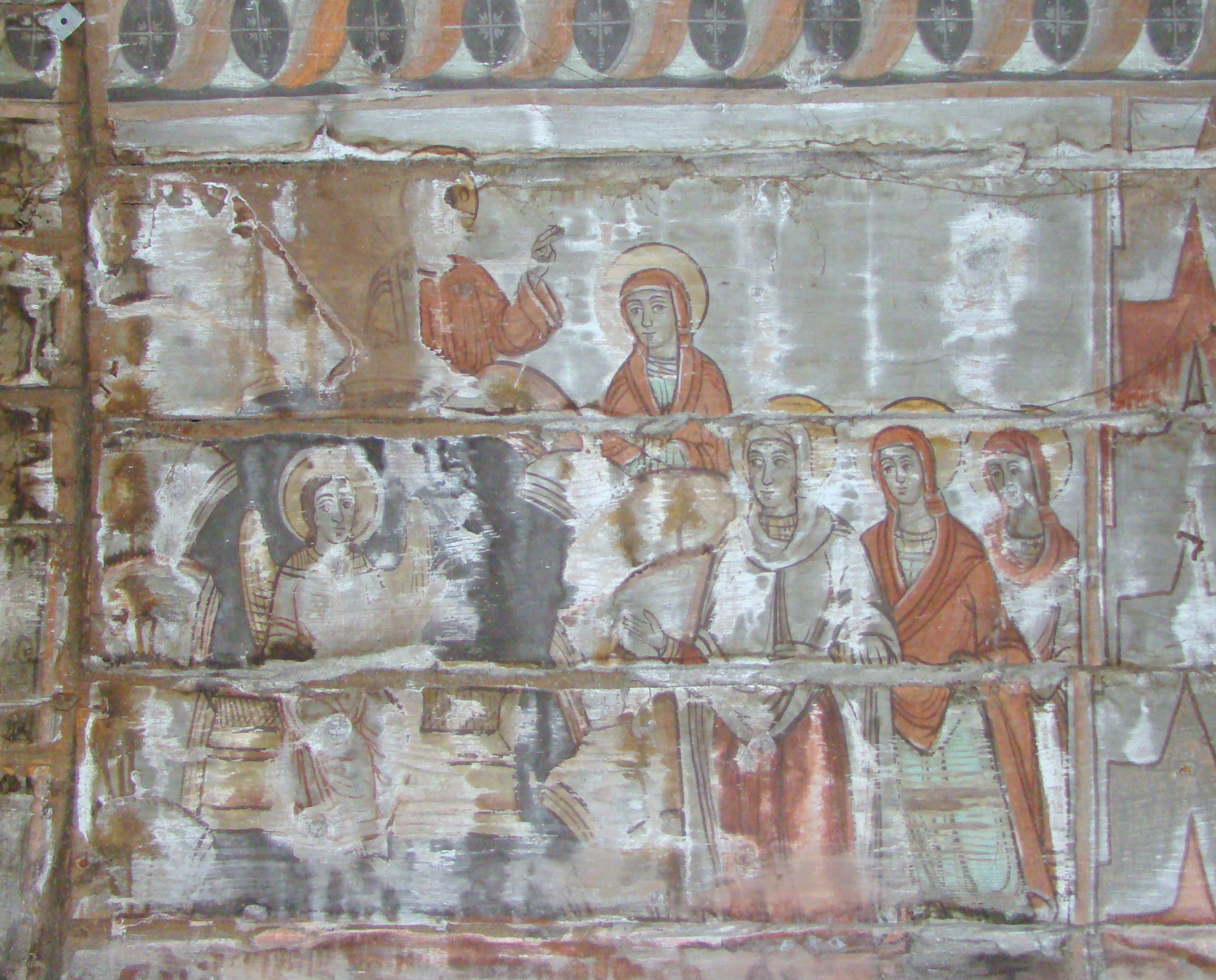